# Imperial Brands
Imperial Brands plc, колишня Imperial Tobacco Group plc - міжнародна тютюнова компанія, четверта в світі за величиною. Штаб-квартира розташована в Брістолі, Англія. Акції компанії котируються на Лондонській фондовій біржі, складова частина індексу FTSE 100.

## Історія

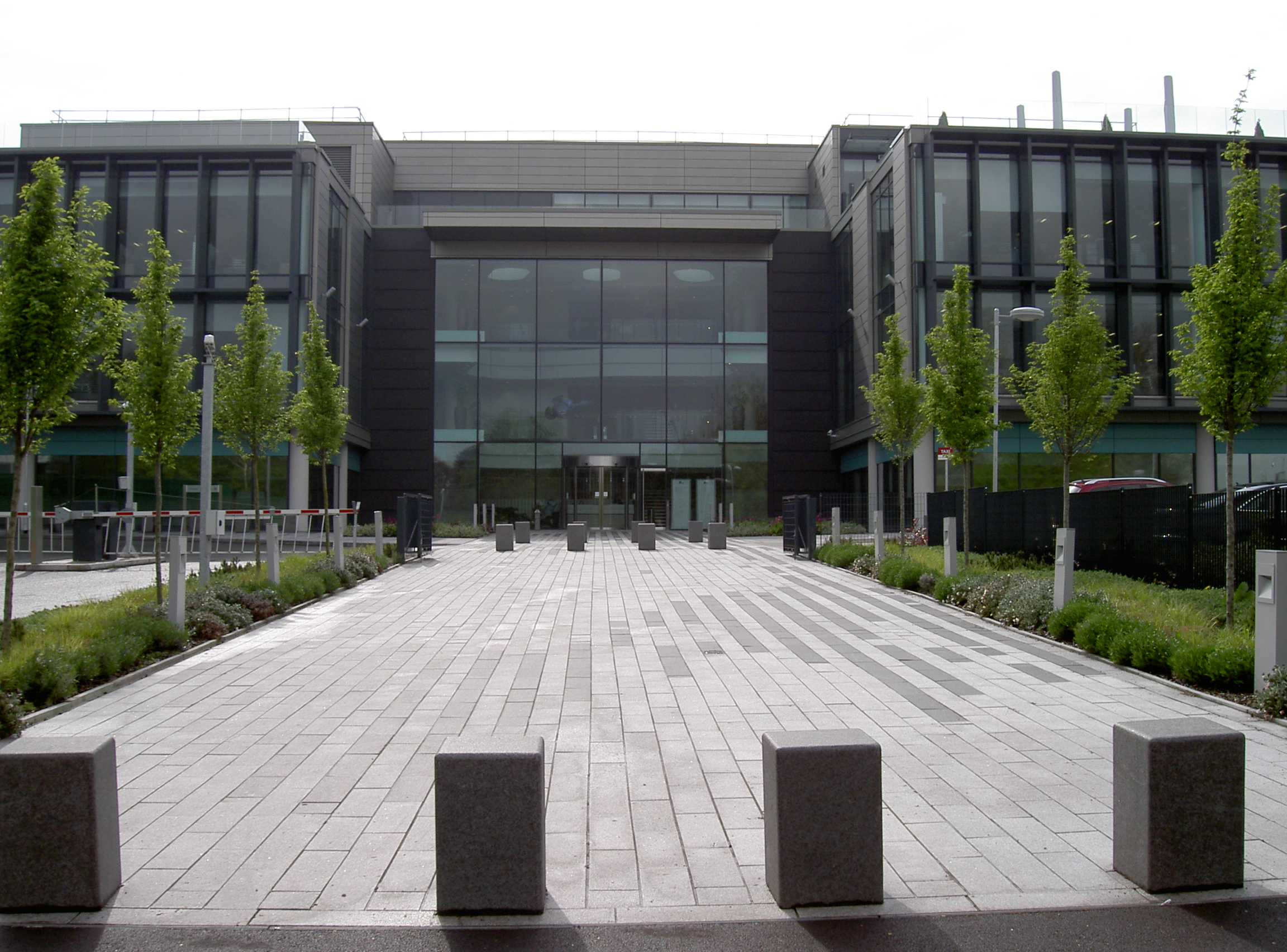
Головний офіс Imperial Tobacco в Бристоль

«Imperial Tobacco Company» була створена в 1901 році шляхом об'єднання 13 британських компаній, що виробляють тютюн, і сигарети і побоюються конкуренції «American Tobacco Company»: «W. D. & H. O. Wills» з Бристоля (провідний виробник того часу), «John Player & Sons» з Ноттингема і 11 малих незалежних сімейних підприємств, включаючи« Stephen Mitchell & Son», «Lambert & Butler», «William Clarke & Son», «Franklyn Davey», «Edwards Ringer», «J & F Bell and F & J Smith».
У 1902 році «Imperial Tobacco Company» і «American Tobacco Company» досягли домовленості про створення спільного підприємства «British American Tobacco» і поділі сфер впливу. «American Tobacco» продала свою частку в 1911 році, тоді як «Imperial Tobacco» зберігала інтерес до «British American Tobacco» до 1980 року.
У 1973 році «Imperial Tobacco Company», зайнявшись (крім іншого) покупкою мереж ресторанів і дистриб'юторською діяльністю, змінила свою назву на «Imperial Group». У 1986 році компанія була придбана конгломератом «Hanson plc» за 2.5 млрд £. У 1996 році, відповідно до рішення зосередитися на виробництві тютюну, сталося роз'єднання «Hanson» і «Imperial».
У 2002 році «Imperial Tobacco» придбала четверту за величиною тютюнову компанію світу «Reemtsma Cigarettenfabriken» з Німеччини. У 2007 році «Imperial Tobacco» за 1,9 млрд $ придбала «Commonwealth Brands Inc.» - четверту за величиною тютюнову компанію в США. У 2008 році «Imperial Tobacco» придбала п'яту за величиною в світі тютюнову компанію «Altadis».

## В Україні
В 1861 році в м. Києві була заснована «Київська тютюнова фабрика».
В 1994 році було організовано спільне підприємство з німецькою тютюновою компанією «Reemtsma».
В 2002 році фабрика, разом з батьківською компанією, стала частиною «Imperial Tobacco Company» і отримала назву ПАТ «Імперіал Тобакко Продакшн Україна».
Фабрика сертифікована за міжнародними стандартами управління якістю ISO 9001, екологічним стандартом ISO 14001 та стандарту виробничої безпеки та охорони здоров'я OHSAS 18001.

## Бренди
- Всі бренди JTI в Австралії – Camel, More, Mevius, тощо.
- Ducados
- Backwoods Smokes
- Brandon's
- Capstan (з British American Tobacco)
- Carlton
- Crowns
- Davidoff
- Embassy
- Escort
- Excellence
- Fortuna
- Gauloises
- Gitanes
- Horizon
- John Player & Sons
- John Player Best
- Kool
- Lambert & Butler
- Mark Fernyhough
- Maverick
- Moon
- Parker & Simpson
- Peter Stuyvesant (з British American Tobacco)
- Prima
- R1
- Regal
- Richmond
- Rodeo (в Македонії)
- Route 66
- Royale
- Salem (з Japan Tobacco)
- Superkings
- USA Gold
- West
- Winston (з Japan Tobacco)
- Woodbine

1. 1 2 3  Архів преси XX століття — 1908.
2. ↑  https://web.archive.org/web/20190218132718/https://www.imperialbrandsplc.com/about-us/leadership-team/board-of-directors/williamson.html
3. ↑  https://www.imperialbrandsplc.com/about-us/leadership-team/board-of-directors/esperdy.html
4. ↑  https://www.imperialbrandsplc.com/media/key-announcements/2020/chief-executive-officer-and-directorate-change.html